# عباس رمزی عطایی
عباس رمزی عطایی (زاده ۱۳۰۷ در خرمشهر - درگذشته ۴ آبان ۱۳۹۷در آمریکا) دریابان نیروی دریایی شاهنشاهی و فرمانده آن نیرو از ۱۳ مهر ۱۳۵۱ تا ۱۷ دی ۱۳۵۴ بود. عباس رمزی عطایی در ۴ آبان ۱۳۹۷ در آمریکا درگذشت.

## زندگی‌نامه و خانواده
عباس عطایی در سال ۱۳۰۷ متولد شد و فرزند چهارم از پنج فرزند پسر خانواده اش بود. پدر وی کارمند شرکت نفت در آبادان بود و از خانواده روحانیون قلهک تهران بودند. مادر وی نیز از خانواده فیلی، از ایلات ایلام بودند. وی در دبستان رازی آبادان شروع به تحصیل کرد و پس از شهریور ۱۳۲۰ و فوت پدرش همراه خانواده به تهران آمده، در مدارس البرز، دارالفنون و آخرین سال تحصیلی متوسطه را در مدرسه نظام انجام داد.
بعد از گرفتن دیپلم به نیروی دریایی ملحق می‌شود و بعد از طی دورهٔ چهار ساله دانشکده دریایی به انگلستان می‌رود و با درجه ناوبان دومی به نیروی دریایی بر می‌گردد. او همچنین دوره‌های توپخانه و جنگ دریایی را از طرف دولت ایران در آمریکا سپری می‌کند.

## گذشتن از اروند رود پس از اختلاف مرزی با عراق
در ۲۶ فروردین سال ۱۳۴۸ معاون وزارت خارجه عراق، سفیر ایران در بغداد را احضار می‌کند و می‌گوید: «دولت عراق اروند رود را جزئی از قلمرو خود می‌داند و از دولت ایران تقاضا می‌کند کشتی‌هایی که پرچم ایران را در این شط در اهتزاز دارند آن را پایین بیاورند و اگر از افراد نیروی دریایی کسی در کشتی باشد، خارج شود و الا مأموران دولت عراق، مأموران نیروی دریایی ایران را با توسل به زور از کشتی خارج می‌کنند و در آتیه هم اجازه نخواهند داد کشتی‌هایی که مقصد آنها ایران است، وارد شط العرب شوند.»
در پی تهدیدات عراق مبنی بر حمله به هر کشتی ایرانی در اروندرود که پرچم عراق را برنیفراشته باشد، ایران درصدد برآمد تا پاسخ قاطعی به این گزافه‌گویی دهد. در روزهای دوم و پنجم اردیبهشت ۱۳۴۸ دو کشتی ایرانی ابن سینا و آریا فر با پرچم ایران و با اسکورت یک فروند ناوچه ایرانی به فرماندهی ناخدا دوم عباس رمزی عطایی و پشتیبانی نیروی هوایی، مسافت ۹۰ مایلی اروندرود را طی و بدون کوچک‌ترین حادثه‌ای به خلیج فارس رسیدند. ناخدا دوم عطایی گفته بود: «من روی عرشه می‌ایستم و سلام می‌دهم و تا انتهای اروند می‌روم تا ببینم چه کسی مانع من می‌شود.» در نهایت عراقی‌ها که آن همه تهدید کرده بودند، شهامت نشان دادن هیچ واکنشی نیافتند و کشتی‌ها به سلامت از اروند گذشتند.
ناخدا دوم عطایی با نشان دادن این شهامت، پس از بازنشستگی دریابد رسایی در تیرماه ۱۳۵۱ با دو درجه ترفیع به دریاداری ارتقا یافت و به فرماندهی نیروی دریایی ارتش منصوب شد.
عطایی در تاریخ شفاهی ایران در دانشگاه هاروارد می‌گوید که در عملیات اروندرود در صحبت با ارتشبد اویسی به عنوان رئیس ستاد ناوگان شاهنشاهی خود را داوطلب عملیات ورود ناوچه‌های ایران در اعلام می‌کند و پس از تأیید شاه به همراه تعدادی از داوطلبان نیروی دریایی علی‌رغم تهدید عراق اقدام به عبور در اروند رود می‌کند و به این ترتیب امکان عبور کشتی‌ها در اروند با پرچم ایران میسر می‌شود.
 چون یک مأموریتی نبود که بایستی انجام می‌شد، من هم داوطلب خواستم از ملوان‌های خودمان. البته مطمئن بودم که داوطلب خواهد بود و تعداد داوطلب آن‌قدر زیاد بود که من نمی‌دانستم از بین کدام‌شان کی را انتخاب کنم. در هرحال برای هر ناوچه تعدادی را انتخاب کردیم تصمیم گرفتیم که برویم. یا اینکه بالاخره وظیفه‌مان را نسبت به وطن‌مان انجام دادیم کشته شدیم، یا اینکه می‌توانیم این راه را باز کنیم. که خوشبختانه رفتیم. البته تهدید زیاد شد، «فوراً لنگر بیانداز.» “دستور داده شد از بصره، والا می‌زنیم. ” گفتیم: «بزن. بالاخره ما آمدیم اینجا که کتک بخوریم. حالا یا از آن‌ور یا از این‌ور.» و موفق شدیم. از آن به بعد دیگر تمام کشتی‌هایی که به قصد ایران می‌آمدند با راهنمایی ایرانی می‌آمدند و پرچم ایران.
فتح‌الله مین‌باشیان فرمانده وقت ارتش سوم دربارهٔ ملاقات با رمزی عطایی قبل از عملیات می‌گوید:
... گفتم خب تو می‌خواهی حرکت بدهی این کشتی را؟ گفت بله. گفتم میدونی که هفت تا موشک از جلوی خسروآباد می‌خواهند بزنند غرقت کنند؟ گفت یک موی بایندر فدای صد تا من. بایندرها کشته شدند من هم فدا می‌شوم برای مملکتم

## اتهام فساد مالی و محکومیت
پس از عزل و دستگیری به اتهام فساد مالی در سال ۱۳۵۴، درجه نظامی او نیز گرفته شد. در تاریخ ۲ اسفند ۱۳۵۴ در دادگاه نظامی به جرم ارتشاء، سوء استفاده و تدلیس خلع درجه و روانه زندان شد. عطایی در زمستان ۱۳۵۴ برای گذراندن دوران محکومیت خود به دلیل ارتشا و فساد مالی به زندان منتقل شد؛ و در بهار ۱۳۵۷ از زندان آزاد گردید و در همان سال ۱۳۵۷ چندی پس از آزادی از زندان، به دلیل دلخوری از رفتاری که با او شده بود برای همیشه به ایالات متحده آمریکا مهاجرت کرد. او در مصاحبه با شهلا حائری در پروژه تاریخ شفاهی ایران مدعی است، این اتهام بی اساس بوده و آن را به حسادت و توطئه‌های پنهانی دیگران نسبت می‌دهد.
کمال حبیب‌اللهی آخرین فرمانده نیروی دریایی دوران پهلوی مدعی است عباس رمزی از ابتدا گام در راه غلط گذاشت و با چاخان بازی به مدارج بالا رسید و در زمان تصدی مسئولیت با همکاری افراد صاحب نفوذ مقادیر زیادی رشوه دریافت کرد.
با اینحال حسن طوفانیان اظهار داشته است شاه، بعدها به او گفته دربارهٔ رمزی عطایی اشتباه کرده است و اتهامش حقیقت نداشته است. طوفانیان دربارهٔ وضع مالی رمزی عطایی در آمریکا گفته است:
الانه زندگی رمزی عطایی میدانید چه شکلی است؟ الان واسه نان شبش محتاج است. زنش از او طلاق گرفته.

## توصیفمحمد رضا پهلویاز نگاه عطایی
- من خیلی آدم‌ها توی زندگی‌ام دیدم، خیلی اشخاص در ایران با آنها صحبت کردم. ولی توی چشم اعلی‌حضرت من وطن‌پرستی که دیدم توی هیچ چشمی ندیدم. واقعاً ندیدم هیچ‌وقت. وقتی که ایشان خودش بود آن‌قدر این مرد نرم و با شرم حرف می‌زد که حد ندارد.[۶]
- آنچه که من تشخیص دادم اعلی‌حضرت همایونی تسلیم استدلال منطقی شما بودند. اگر شما با منطق به ایشان یک چیزی را ثابت می‌کردید قبول می‌کردند. اعلیحضرت هیچ‌وقت اگر شما با منطق حرف می‌زدید نمی‌گفتند نه. هیچ‌وقت. هیچ امکان نداشت.[۱۳]
- یک مردی بود بسیار رئوف، بسیار علاقمند به مملکتش، بسیار میهن‌پرست.[۱۴]

## نگارخانه

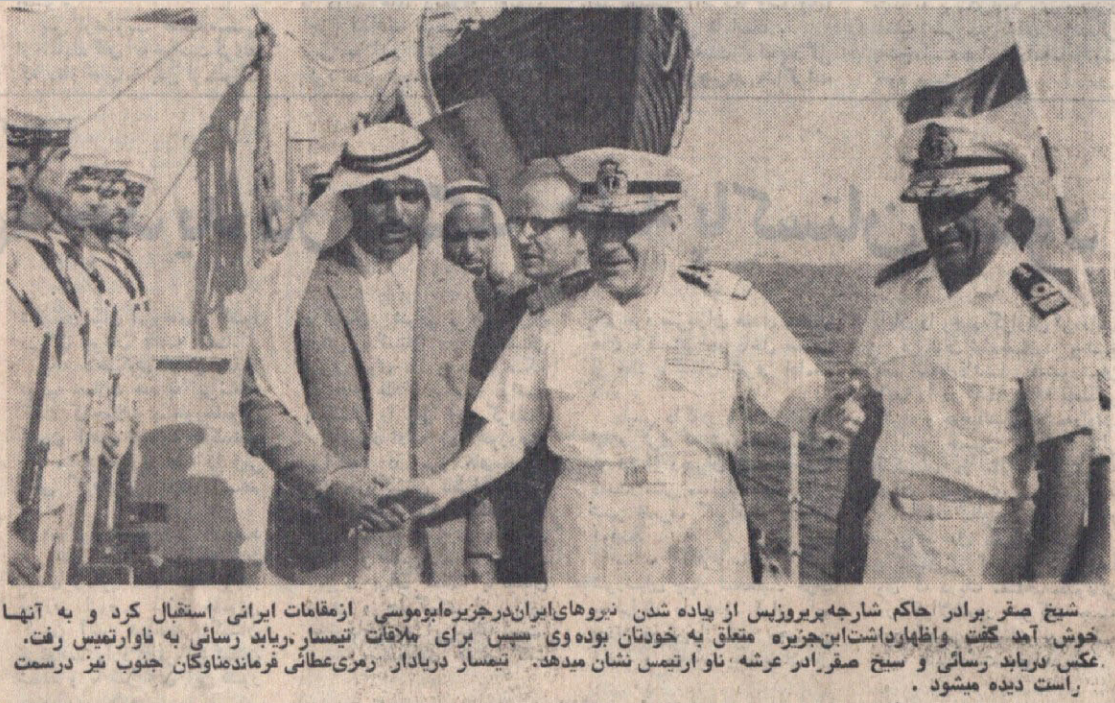